# René Tapia Salgado
René Tapia Salgado (Linares, 29 de noviembre de 1914- Castro, 27 de agosto de 2006) fue un médico cirujano, agricultor y político chileno. 

## Biografía
Nació en Linares el 29 de noviembre de 1914. Hijo de Luis Rafael Tapia Vergara y Emma Salgado Oliva. Realizó sus estudios primarios en la Escuela N.°41 de Linares y los secundarios en el Liceo de Hombres de esa misma ciudad. Finalizada su etapa escolar, ingresó a la Universidad de Chile, donde se tituló de Médico Cirujano en 1939 con la tesis "Planigrafía".

### Matrimonio e hijos
Casado con Olga Gatti Jara, tuvo 3 hijos: Silvia, Luis Rafael e Ignacio.

## Vida pública
Una vez egresado, se estableció en la ciudad de Castro en 1940 donde trabajó como médico del Hospital de Castro donde llegó a ser su director, y en el Seguro Obrero de esa misma ciudad. Ejerció su profesión en el Hospital San Juan de Dios de Santiago, fue médico de la Asistencia Pública y del Consultorio N°2 de la Caja del Seguro Obrero.
En forma paralela se dedicó a las actividades agrícolas explotando el fundo "La Esperanza", dedicado a la crianza de animales finos holandeses y siembras.
En 1941, ingresó al Cuerpo de Bomberos de Castro, a su vez, médico de ellos y hasta la década de los 60 y de Carabineros. En 1953 recibió el nombramiento de médico tercero con el grado de teniente y cumplió 30 años de servicios efectivos a Carabineros de Chile.
Entre 1944 y 1950 fungió como alcalde de la comuna de Castro. En 1950 ingresó a las filas del Partido Liberal (PL). En 1966 pasó a formar parte del Partido Nacional.
En las elecciones parlamentarias de 1969 resultó elegido Diputado por la 25° Agrupación Departamental "Ancud, Castro, Quinchao y Palena". Integró la Comisión Permanente de Obras Públicas y Transportes; la de Economía, Fomento y Reconstrucción; la de Salud Pública; y la de Hacienda. Miembro de la Comisión Especial Sobre Agua Arsenicada en Antofagasta en 1969.
En las elecciones parlamentarias de 1973 resaltó reelegido por la misma Agrupación Departamental. Integró la Comisión Permanente de Economía, Fomento y Reconstrucción. El Golpe militar del 11 de septiembre de 1973 puso término anticipado a su período parlamentario, dada la disolución del Congreso Nacional.
Falleció el 27 de agosto de 2006 a los 92 años en su domicilio en Castro.
Como homenaje a su labor en Castro, un centro de salud familiar de la ciudad lleva su nombre.

## Distinciones
- Miembro Emérito del Colegio Médico de Chile.

- Director Honorario del Cuerpo de Bomberos.

- Recibió la condecoración Cruz de Carabineros de Chile de las Fuerzas de Orden en el grado de Gran Cruz al Mérito-Carabineros de Chile.

- En 1988 fue nombrado Hijo Ilustre de la Ciudad de Castro.

- La Federación Aeronáutica Internacional, FAI, le entregó el Premio "Paul Tissandier" 2000, premio que entrega la FAI a personas que destacan por su aporte, colaboración y desarrollo de la aviación civil deportiva.